# Novembre 1851

## Événements
- 13 novembre : pour se réconcilier avec la gauche, Louis Napoléon annonce officiellement qu’il est en faveur de la révision et pour l’abrogation de la loi du 31 mai 1850. Cette annonce provoque un nouveau remaniement ministériel. L’Assemblée, qui rejette la proposition du président, est coupée du corps électoral.

- 26 novembre : Bombardement de Salé.
  - Un navire français, échoué près de Salé, au Maroc, est pillé par la population. Le gouvernement français n’obtenant pas réparation fait bombarder Salé.

## Naissances
- 7 novembre : Albert-Auguste Fauvel, explorateur et naturaliste français († 1909).
- 10 novembre : Waldemar Christofer Brøgger (mort en 1940), géologue norvégien.
- 11 novembre : Jacques Bertillon (mort en 1922), statisticien et démographe français.
- 20 novembre : Marguerite de Savoie, reine consort d'Italie de par son mariage avec le roi Humbert Ier († 4 janvier 1926).
- 21 novembre : Désiré-Joseph Mercier, cardinal belge, archevêque de Malines-Bruxelles († 22 janvier 1926).
- 22 novembre : Henri Saladin (mort en 1923), architecte et archéologue français.